# 自旋极化
自旋极化（英語：Spin polarization）可以用来度量基本粒子自旋的角动量和一个给定方向吻合的程度。这个属性可能属于自旋，从而也属于金属传导带（例如铁）的磁矩，它们促进了自旋极化电流（spin polarized currents）。它也可以指（静态的）自旋波。